# كليمنس داين
كليمنس داين هو الاسم المستعار للروائية والكاتبة المسرحية الإنجليزية ينيفرد اشتون (21 فبراير 1888 – 28 مارس 1965)

## حياتها ومسيرتها
سافرت إلى سويسرا بعد ان انهت تعليمها لتعمل كمدرسة خاصة للغة الفرنسية وبعد مرور سنة عادت لموطنها. ودرست الفن في لندن وألمانيا. كما انها درست في مدرسة للبنات وبدأت بالكتابة بعد انتهاء الحرب العالمية الأولى. اخذت اسمها المستعار «كليمنس داين» من كنيسة سانت كليمنس داين في ستراند لندن.
كتبت روايتها الأولى فوج من النساء في عام 1917 وهي دراسة لحياة الفتيات المدرسية. اما في عام 1919 كتبت رواية الاسطورة وهي قصة مجموعة من المعارف يتناقشون حول صديقهم المتوفي وحول العمل. وتتحدث مسرحية داين شكوى للطلاق التي في عام 1921 عن قصة فتاة تعتني بوالدها المختل. كما تم اقتباس المسرحية ذات النجاح الكبير في عام 1932 لتصبح فيلماً من بطولة كاثرين هيبورن وجون باريمور. حينها بدأت داين بكتابة النصوص السينمائية والروايات. وشاركت في كتابة النص السينمائي لآنا كارنينا بطولة جريتا جاربو. كانت قمة نجاحها في فوزها بجائزة الاوسكار مع انثوني بيلسير لفيلم عطلة من الزواج، الذي صدر في المملكة المتحدة وايضاً مسلسل الغرباء المثاليين من بطولة روبرت دونات وديبورا كير.
كتبت كلاً من داين وهيلين دي قيوري سيمبسون ثلاث روايات بوليسية تضم خلقهم لشخصية السير جون ساموريز. وكلتاهما كانتا من أعضاء نادي التحري. تم تصوير الرواية الأولى وهي ادخل ايها السير جون بواسطة الفريد هيتشوك في عام 1930 بعنوان جريمة القتل. وقد ساهمت داين في مسلسلي النادي سكوب والاميرال العائم.
كانت اخر مسرحية لداين هي ثمانون في الظل (1959) وقد كتبتها لصديقتها السيدة سيبيل ثورندايك التي مثلت دور البطولة في المسرحية. ويعتقد بانها النموذج لمدام اركاتي التي مثلت دور غريبة الاطوار في مسرحية صديقها نويل كوارد بعنوان مبتهج الروح. يحتوي معرض بورتريه الوطني على عملين من أعمال داين وكلاهما لوحتين لكاورد. العمل الأول لوحة زيتية اما الآخر فهو تمثال نصفي برونزي. ويحتوي المعرض ايضاً على لوحة لداين رسمت بواسطة فريدريك ييتس.
وفقاً لآرثر مارشال فإن داين كانت مشهورة ببذائتها على الرغم من كونها بريئة تماماً. كما ابدى رأيه قائلاً: " تخلى عنها الجانب الحسي من الحياة، وبرفقته كل الكلمات العامية الدارجة وغيرها مما يصاحبها. ومرة أخرى خانتها الكلمات لتختار مجدداً كلمة أو عبارة مشؤمة. اندفعت عبر الهاتف لتدعو نويل كوارد لتناول الغداء خلال الحرب بينما كان من الصعب الحصول على طعام قائلة: "تعال! لقد حصلت على ديك جميل". (اجاب نويل: "اتمنى انك تسمينها دجاجة") وللقول بشكل صحيح وبمعنى ادبي فإن عبارات 'الانتصاب' و 'الأداة' و 'الشجاعة' كانت طبيعة ثانية لها. كما انها اختارت بلا حكمة كلمة "صاخبة " لوصف نفسها بأنها مليئة بالحياة والطاقة الابداعية.
وكتبت ايضاً كتاباً عن تاريخ كوفنت قاردن (حيث عاشت هناك لسنين عدة), وتم نشر الكتاب في عام 1964 بعنوان «لدى لندن حديقة».
قد الفت داين أكثر من 30 مسرحية و16 رواية قبل وفاتها في لندن بتاريخ 28 مارس عام 1965.

## روابط خارجية
- كليمنس داين على موقع IMDb (الإنجليزية)
- كليمنس داين على موقع أول موفي (الإنجليزية)
- كليمنس داين على موقع قاعدة بيانات برودواي على الإنترنت (الإنجليزية)
- كليمنس داين على موقع قاعدة بيانات برودواي على الإنترنت (الإنجليزية)
- كليمنس داين على موقع قاعدة بيانات برودواي على الإنترنت (الإنجليزية)
- كليمنس داين على موقع قاعدة بيانات الأفلام السويدية (السويدية)
- كليمنس داين على موقع قاعدة بيانات الفيلم (الإنجليزية)
- كليمنس داين على موقع كينوبويسك (الروسية)